# Cành cạch núi
Cành cạch núi (danh pháp hai phần: Ixos mcclellandii) là một loài chim trong họ Chào mào (Pycnonotidae). Nó thường hay được đặt trong chi Hypsipetes, nhưng dường như có quan hệ họ hàng gần với loài điển hình của chi Ixos là cành cạch Sunda hay cành cạch cánh xanh (I. virescens).
Nó được tìm thấy tại Bangladesh, Bhutan, Campuchia, Trung Quốc, Hồng Kông, Ấn Độ, Lào, Malaysia, Myanma, Nepal, Thái Lan và Việt Nam. Môi trường sống tự nhiên của nó là các khu rừng ẩm ướt vùng đất thấp nhiệt đới hay cận nhiệt đới. Sách đỏ IUCN coi nó là loài ít quan tâm.
Tên loài đôi khi bị viết thành macclellandii. Sự giới hạn các chủng là phức tạp, đòi hỏi phải có sự xem xét lại kỹ lưỡng. Một vài chủng có thể là các loài tách biệt, như canescens về mặt địa lý là cô lập và không phù hợp với kiểu hình chung của biến động màu sắc bộ lông; các chủng còn lại thì lại dường như quá ít khác biệt hay biến đổi để đảm bảo cho sự công nhận về mặt phân loại. Cũng cần xem xét chi tiết về các biến đổi của giọng hót theo địa lý. Chủng vargus (được miêu tả từ Nepal) dường như không thể phân biệt với chủng định danh và được coi là đồng nghĩa của nó; chủng binghami (các bang Shan miền nam, Myanma) được coi chỉ là một kiểu hình màu sắc của chủng tickelli và cũng được coi là đồng nghĩa của nó. Hiện tại người ta tạm thời công nhận 9 phân loài như sau:

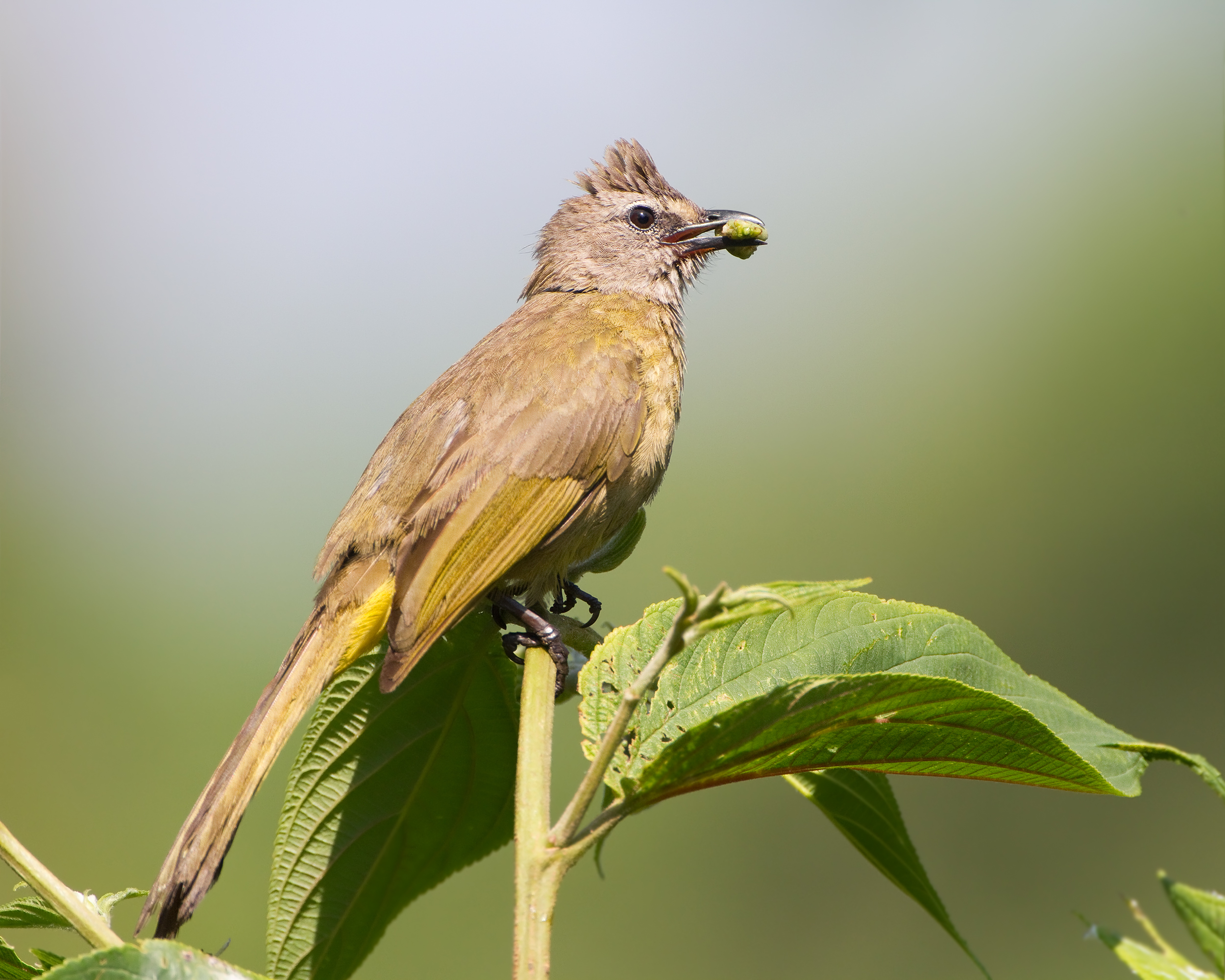
Cành cạch núi ở Kaeng Krachan, Phetchaburi, Thái Lan.

- I. m. mcclellandii (Horsfield, 1840) - Nepal, bắc Ấn Độ (đông Himalaya từ Uttaranchal về phía đông tới đông bắc Arunachal, và các vùng đồi từ nam Assam về phía nam tới Mizoram) và tây bắc Myanma; cũng thông báo là có tại đông nam Tây Tạng.
- I. m. ventralis Stresemann, 1940 - tây và tây nam Myanma (kể cả Arakan); các thông báo cũ cho thấy có tại Bangladesh (vùng đồi Chittagong).
- I. m. tickelli (Blyth, 1855) - đông Myanma và bắc Thái Lan.
- I. m. similis (Rothschild, 1921) - nam Trung Quốc (tây và nam Vân Nam) và đông bắc Myanma về phía nam tới bắc Đông Dương.
- I. m. holtii (Swinhoe, 1861) - đông nam Trung Quốc (Quảng Tây, Giang Tây, Quảng Đông, Phúc Kiến) và bắc Việt Nam.
- I. m. loquax Deignan, 1940 - tây bắc & đông bắc Thái Lan và nam Lào.
- I. m. griseiventer (Robinson & Kloss, 1919) - nam Việt Nam (nam Trung Bộ).
- I. m. canescens Riley, 1933 - đông nam Thái Lan và tây nam Campuchia.
- I. m. peracensis (Hartert & Butler, 1898) - nam Thái Lan và bắc bán đảo Mã Lai.

## Hình ảnh

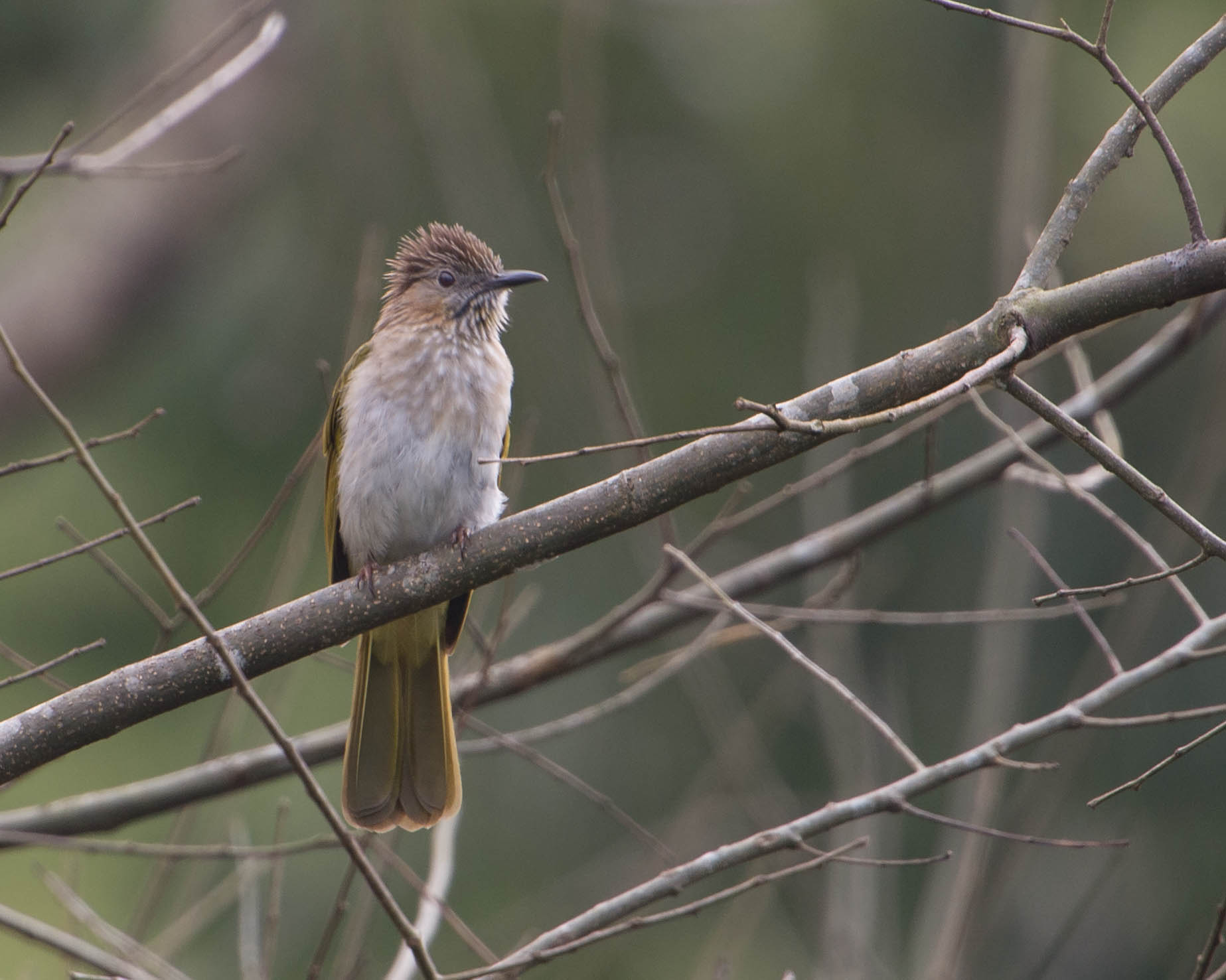